# Куяба (микрорегион)

Куяба на карте.

Куяба (порт. Microrregião de Cuiabá) — микрорегион в Бразилии, входит в штат Мату-Гросу. Составная часть мезорегиона Юго-центральная часть штата Мату-Гроссу. Население составляет 851 587 человек (на 2010 год). Площадь — 27 928,042	км². Плотность населения — 30,49	чел./км².

## Демография
Согласно сведениям, собранным в ходе переписи 2010 г. Национальным институтом географии и статистики (IBGE), население микрорегиона составляет:						
| Полное население                             | Полное население                             | Полное население                             | Полное население                             | 851 587 |
| -------------------------------------------- | -------------------------------------------- | -------------------------------------------- | -------------------------------------------- | ------- |
| в том числе:                                 | Городское население                          | 811 957                                      | Процент городского населения, %              | 95,35   |
|                                              | Сельское население                           | 39 630                                       | Процент сельского населения, %               | 4,65    |
|                                              | Мужское население                            | 419 896                                      | Процент мужского населения, %                | 49,31   |
|                                              | Женское население                            | 431 691                                      | Процент женского населения, %                | 50,69   |
| Плотность населения, чел/км²                 | Плотность населения, чел/км²                 | Плотность населения, чел/км²                 | Плотность населения, чел/км²                 | 30,49   |
| Население микрорегиона в % к населению штата | Население микрорегиона в % к населению штата | Население микрорегиона в % к населению штата | Население микрорегиона в % к населению штата | 28,06   |

## Статистика
- Валовой внутренний продукт на 2003 год составляет 6 068 910 061,00 реалов (данные: Бразильский институт географии и статистики).
- Валовой внутренний продукт на душу населения на 2003 год составляет 7593,01 реала (данные: Бразильский институт географии и статистики).
- Индекс развития человеческого потенциала на 2000 год составляет 0,805 (данные: Программа развития ООН).

## Состав микрорегиона
В составе микрорегиона включены следующие муниципалитеты:
1. Шапада-дус-Гимарайнс
2. Куяба
3. Носа-Сеньора-ду-Ливраменту
4. Санту-Антониу-ду-Левержер
5. Варзеа-Гранди